# Bad Waltersdorf
Bad Waltersdorf é um município da Áustria, situado no distrito de Hartberg-Fürstenfeld, no estado da Estíria. Tem 52,26 km² de área e sua população em 2019 foi estimada em 3.809 habitantes.